# Maytenus flagellata
Maytenus flagellata är en benvedsväxtart som beskrevs av Henry Hurd Rusby. Maytenus flagellata ingår i släktet Maytenus och familjen Celastraceae. Inga underarter finns listade.